# Wyspy Natuna
Wyspy Natuna (indonez. Kepulauan Natuna) – archipelag na Morzu Południowochińskim, około 600 km na północny wschód od Singapuru; wchodzi w skład prowincji Wyspy Riau.
Główne wyspy: Natuna Besar, Serasan, Panjang, Subi; najwyższe wzniesienie Gunung Ranai (1035 m n.p.m.).
Eksploatacja gazu ziemnego (jedne z najbogatszych złóż na świecie); uprawa orzeszków ziemnych; rybołówstwo; dobre warunki do nurkowania i surfingu.